# Karl-Wilhelm von Schlieben

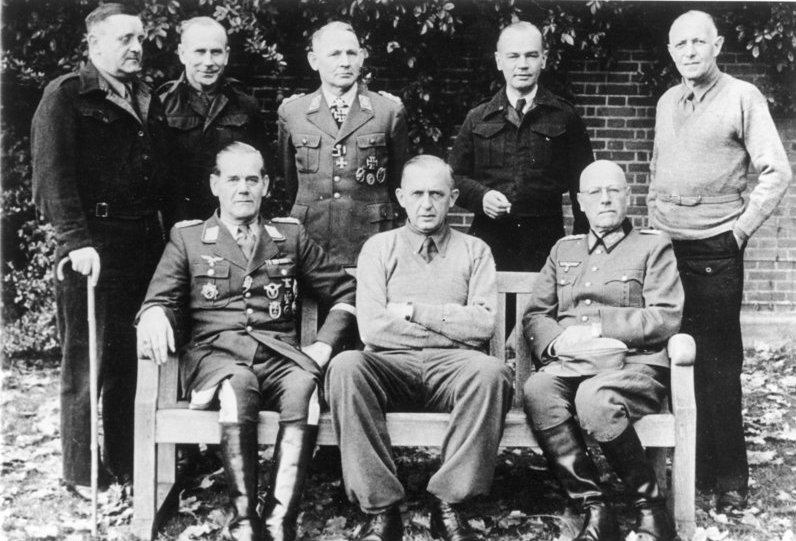
Karl-Wilhelm von Schlieben (sittande i mitten) med andra tyska officerare i krigsfångelägret Trent Park november 1944).

Karl-Wilhelm von Schlieben, född 30 oktober 1894 i Eisenach, Tyskland, död 18 juni 1964 i Gießen, var en tysk officer under första och andra världskriget. Han slutade sin militära bana som generallöjtnant och kommendant i staden Cherbourg i Frankrike. Som sådan tvangs han den 26 juni 1944 att kapitulera inför de framryckande allierade trupperna.

## Biografi
von Schlieben påbörjade sin militära karriär 1914 och deltog i första världskriget. Efter kriget fortsatte han tjänstgöra inom infanteriet i Reichswehr. Han överfördes emellertid år 1924 till kavalleriet. Han tjänstgjorde från mitten av 1930-talet som adjutant i olika staber innan han hösten 1940 fick befälet över ett skytteregemente i 14. Panzer-Division. Han ledde regementet i fälttåget på Balkan våren 1941 och på södra delen av östfronten sedan operation Barbarossa inletts. 
Sommaren 1942 blev von Schlieben brigadbefälhavare i 4. Panzer-Division. Den 1 februari 1943 fick han befälet över 208. Infanterie-Division och erhöll riddarkorset den 17 mars. Den 1 april fick han befälet över 18. Panzer-Division. Han ledde divisionen över sommaren och lämnade formellt sitt uppdrag den 7 september då resterna av divisionen skulle omorganiseras till 18. Artillerie-Division. Han fortsatte dock att leda delar av divisionen ytterligare några veckor innan han kunde lämna och placeras i befälsreserven. 
Efter några månader i befälsreserven blev von Schlieben i december 1943 befälhavare för 709. Infanterie-Division som var en division placerad i Normandie. Divisionen stred mot de allierade i Normandie och trycktes tillbaka mot Cherbourg där han den 23 juni blev kommendant. Tre dagar senare kapitulerade han till amerikanska styrkor. Han förblev krigsfånge till 1947. 

## Kommenderingar
- Adjutant i Kavallerie-Kommando Stettin (1 april 1934 – 15 oktober 1935)
- Adjutant i 1. Reiter-Brigade (15 oktober 1935 – 1 april 1936)
- Adjutant i Stab vom Höheren Kavallerieoffizier 1 i Berlin (1 april 1936 – 12 oktober 1937)
- Adjutant i Generalkommando XIII. Armeekorps (12 oktober 1937 – 26 augusti 1939)
- Adjutant i Stellvertretenden Generalkommando XIII. Armeekorps (26 augusti 1939 – våren 1940)
- Tjänstgöring i Schützen-Regiment 1 i 1. Panzer-Division (våren 1940 – 15 oktober 1940)
- Befälhavare för Schützen-Regiment 108 i 14. Panzer-Division (15 oktober 1940 – 20 juli 1942)
- Befälhavare för 4. Panzer-Grenadier-Brigade i 4. Panzer-Division (20 juli 1942 – 7 november 1942) omorganisation till Panzer-Grenadier-Brigade z.b.V. 4
- Befälhavare för Panzer-Grenadier-Brigade z.b.V. 4 (7 november 1942 – februari 1943)
- Befälhavare för 208. Infanterie-Division (1 februari 1943 – april 1943)
- Befälhavare för 18. Panzer-Division (1 april 1943 – 7 september 1943) division omorganiserade till 18. Artillerie-Division
- Ansluten till OKH:s befälsreserv
- Befälhavare för 709. Infanterie-Division (12 december 1943 – 26 juni 1944)
- Kommandant von Cherbourg (23 juni 1944 – 26 juni 1944)

## Befordringar
- Fahnenjunker – 11 augusti 1914
- Fähnrich – 9 januari 1915
- Leutnant – 3 mars 1915
- Oberleutnant – 1 april 1925
- Rittmeister – 1 oktober 1929
- Major – 1 oktober 1935
- Oberstleutnant – 1 augusti 1938
- Oberst – 1 augusti 1941
- Generalmajor – 1 maj 1943
- Generalleutnant – 1 maj 1944

## Utmärkelser
Första världskriget
- Järnkorset av andra klass –
- Järnkorset av första klass –
- Såradmärket i svart

Andra världskriget
- Järnkorset av andra klass –
- Järnkorset av första klass –
- Riddarkorset – 17 mars 1943
- Tyska korset i guld – 2 juli 1942
- Omnämnd i Wehrmachtbericht – 26 juni 1944